# Boronia serrulata
Boronia serrulata là một loài thực vật có hoa trong họ Cửu lý hương. Loài này được Sm. mô tả khoa học đầu tiên năm 1798.

## Hình ảnh

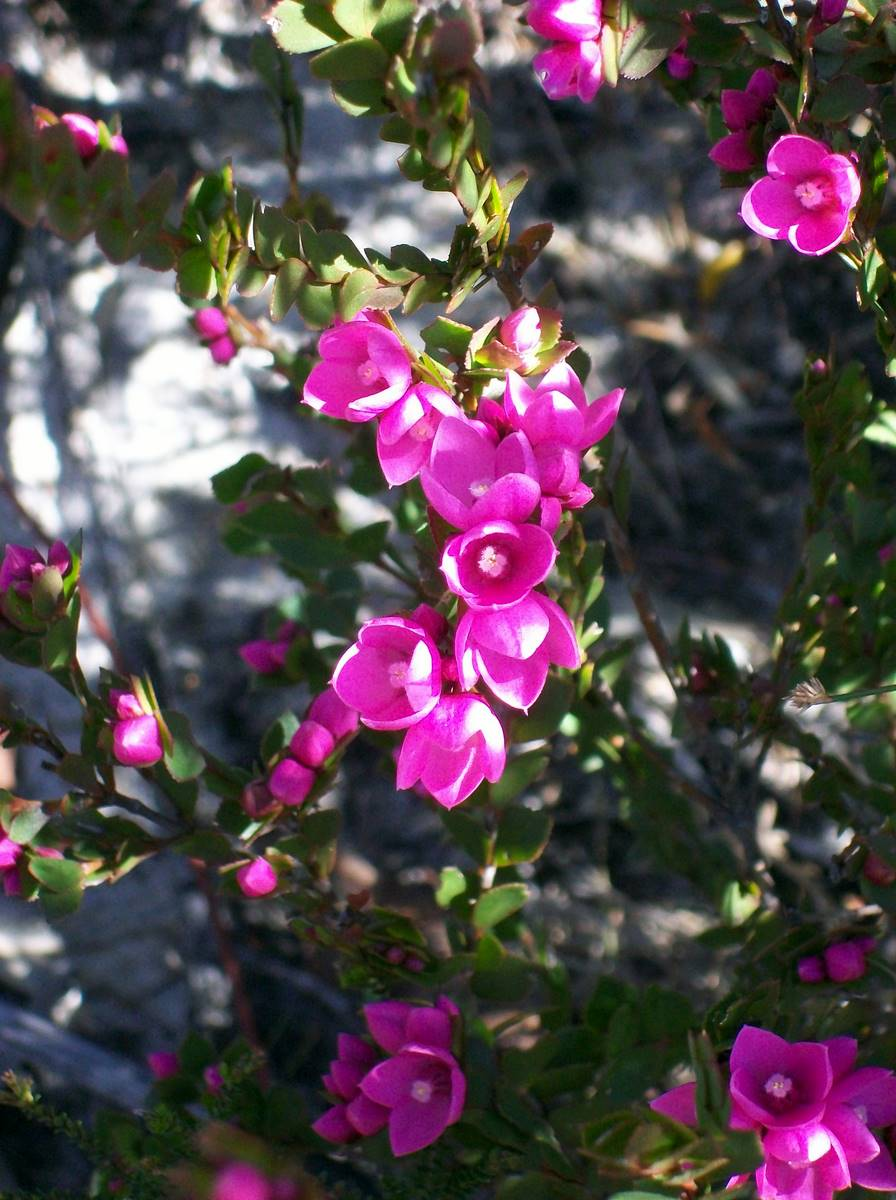
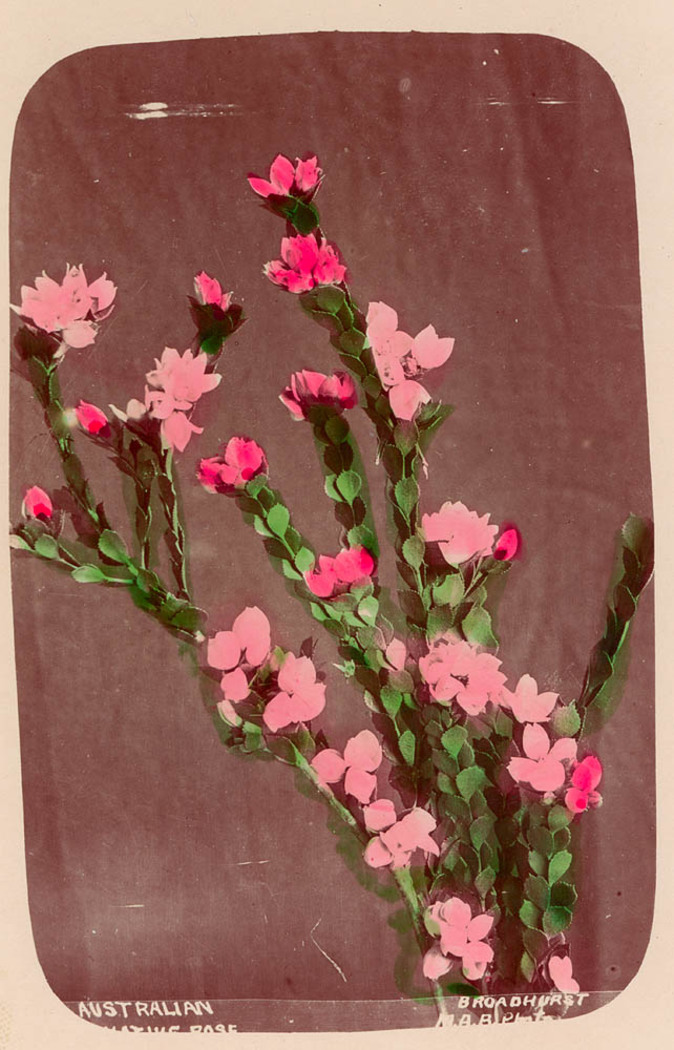